# Stelzenbussard
Der Stelzenbussard (Geranospiza caerulescens), früher Sperberweihe genannt, ist ein Greifvogel aus der Familie der Habichtartigen. Innerhalb dieser Familie wird sie heute als einziger Vertreter der monotypischen Gattung Geranospiza angesehen. Die Art ist in den tropischen Regionen Mittel- und Südamerikas weit verbreitet, wo sie sowohl lichte Wälder als auch offene Landschaften bewohnt. Bemerkenswert ist die ausgesprochen variable Färbung des Gefieders des Stelzenbussards. Des Weiteren nutzt die Art eine eher ungewöhnliche Jagdmethode, bei der mit den besonders flexiblen Beinen in Spalten und Löchern nach Beute geangelt wird.

## Merkmale
Stelzenbussarde sind mittelgroße Vertreter der Habichtartigen, die sich durch einen leichten, schlanken Körperbau und einen vergleichsweise kleinen Kopf auszeichnen. Am Hinterkopf besitzen die Vögel eine aufstellbare Haube. Auffällig sind neben den langen, breiten und abgerundeten Flügeln ein langer Schwanz sowie insbesondere die ungewöhnlich langen und schlanken Beine der Art. Diese stellen eine Anpassung an das Ernährungsverhalten des Stelzenbussards dar und besitzen besonders flexible Fußwurzelgelenke, die in der Lage sind, sich bis zu 30° in die „falsche“ Richtung zu verbiegen. Die Füße enden in kurzen Krallen, wobei vor allem die äußeren Krallen ungewöhnlich klein ausfallen. Dieser verkleinerte Fuß dient vermutlich dazu, in möglichst kleine Öffnungen greifen zu können. Außerdem sind die Schuppen an den unbefiederten Beinen zu wenigen großen Platten verwachsen, um die Gefahr zu verringern, bei der Nahrungssuche hängen zu bleiben. Wie bei vielen Greifvögeln sind auch beim Stelzenbussard weibliche Exemplare zumeist etwas größer und schwerer als ihre männlichen Artgenossen, wobei die Unterschiede häufig geringer Ausfallen als bei verwandten Arten. So kommt es regelmäßig vor, dass die zierlichsten Weibchen kleiner sind als die größten Männchen. Ein weitergehender Sexualdimorphismus, anhand dessen die Geschlechter unterschieden werden könnten, liegt hingegen nicht vor. Die Vögel erreichen bei einer Flügelspannweite von circa 237 bis 297 mm eine Größe zwischen 188 und 220 mm. Das Gewicht beträgt etwa 235 bis 353 g, einzelne Berichte über besonders große Weibchen, die bis zu 430 g gewogen haben, existieren jedoch ebenfalls. Die Gefiederfärbung des Stelzenbussards zeigt unabhängig vom Geschlecht ein breites Spektrum an Varianten und wird zur Abgrenzung diverser Unterarten herangezogen. Darüber hinaus können jedoch auch bei Vertretern derselben Unterart teilweise erhebliche Unterschiede auftreten. Beschrieben wird hier das Aussehen der Nominatform G. c. caerulescens, die restlichen Unterarten werden im Abschnitt Systematik behandelt: Die Grundfärbung des Gefieders kann von Blau- bis Schiefergrau reichen. An den Schenkeln und im Brust- und Bauchbereich zeigt sich bei vielen, jedoch nicht bei allen Individuen, eine feine weiße oder schwach cremefarbene Bänderung. Im Bereich des Schwanzes können die Konturfedern eine ähnliche Färbung wie die Bänderung annehmen, Exemplare mit uniformer Färbung an der Unterseite sind jedoch ebenfalls häufig. An den Steuerfedern finden sich zwei breitere, ebenfalls weiße oder cremefarbene Bänder, während an den Spitzen ein weißlicher Fleck erkennbar ist. Die Unterseite der primären Schwungfedern weist einen recht breiten, weißen Fleck auf, der im Flug als charakteristischer weißer Bogen sichtbar wird. Einen Kontrast zur Gefiederfärbung bieten vor allem die orange-roten, unbefiederten Beine und die leuchtend rote Iris des Auges. Die Wachshaut ist hingegen unauffällig schwärzlich-grau.

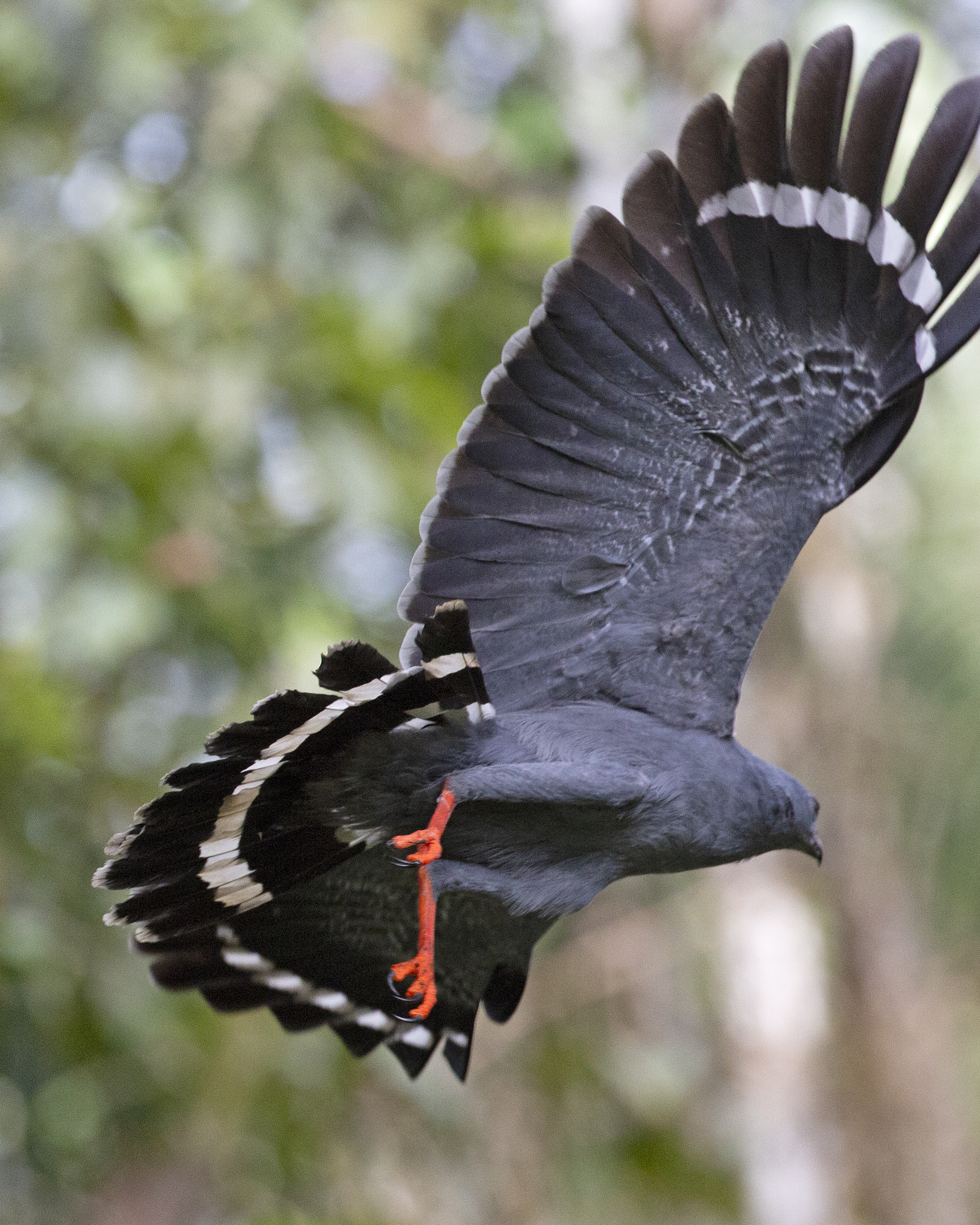
Stelzenbussard im Flug mit gut erkennbarem, weißem Bogen an der Unterseite der Schwungfedern

Das Jugendkleid ist im gleichen Maße variabel wie das Gefieder der Adulten, wiederkehrende Merkmale sind jedoch vollkommen weiße oder weiß-gebänderte Bereiche an Stirn, Wangen und Kehle. Darüber hinaus ist die Bänderung, sofern vorhanden, zumeist breiter und ausgeprägter als bei erwachsenen Vögeln. Junge Stelzenbussarde besitzen des Weiteren bräunlich-schwarze bis cremefarbene Stellen an Brust und Flanken. Beine und Iris sind noch eher gelblich gefärbt, die Wachshaut ist hingegen noch allgemein dunkler. Im Herbst ihres zweiten Jahres haben die Jungvögel das Aussehen der Adulten angenommen und sind von diesen nicht mehr zu unterscheiden.
Verwechslungen mit ähnlichen Arten können innerhalb des sehr großen Verbreitungsgebiets vorkommen, sind jedoch eher selten. Mögliche Verwechslungskandidaten sind unter anderem der Zaunadler (Harpyhaliaetus coronatus), der Graubussard (Buteo plagiatus) oder der Rußbussard (Buteo albonotatus). Die Merkmalskombination aus weißem Flügelbogen, zwei weißen Bändern an den Steuerfedern, dunkler Wachshaut und orange-gelben Beinen ist jedoch nur dem Stelzenbussard zu eigen. Darüber hinaus zeigen alle genannten Arten ein abweichendes Flugbild, das beim Stelzenbussard im Gleitflug durch weit nach vorn gestreckte Flügel geprägt ist.

## Verhalten
Der Stelzenbussard bewohnt eine Reihe unterschiedlicher Landschaftsformen, sucht aber offenbar regelmäßig die Nähe zu Wasserquellen wie Flüssen, Seen und Teichen. Bevorzugter Lebensraum sind vor allem Waldränder und Lichtungen feuchter, tropischer Wälder sowie Sümpfe, Mangroven und Marschland. In von Menschen veränderten Gebieten werden auch Kaffee- und Eucalyptusplantagen oder Areale mit vergleichbar hohem Bewuchs besiedelt. Die Art gilt zumeist als Standvogel, unternimmt aber scheinbar unregelmäßige, kurze Wanderungen wenn in einem Gebiet zu wenig Wasser verfügbar ist. Stelzenbussarde können außerhalb der Brutzeit nur selten bei ausgedehnten Gleitflügen in größeren Höhen beobachtet werden. Stattdessen führen Flüge nur selten weit über das Blätterdach hinaus. Die Art gilt allgemein als wenig ruffreudig, ist sie doch zu hören kann zumeist ein schrilles, pfeifendes wheeoo oder kweeuur vernommen werden. Des Weiteren existiert ein – wohl der Interaktion zwischen Artgenossen dienender – Ruf, der aus einer Reihe tiefer Laute, die in etwa wie woop oder whooou klingen sollen, besteht.

### Ernährung

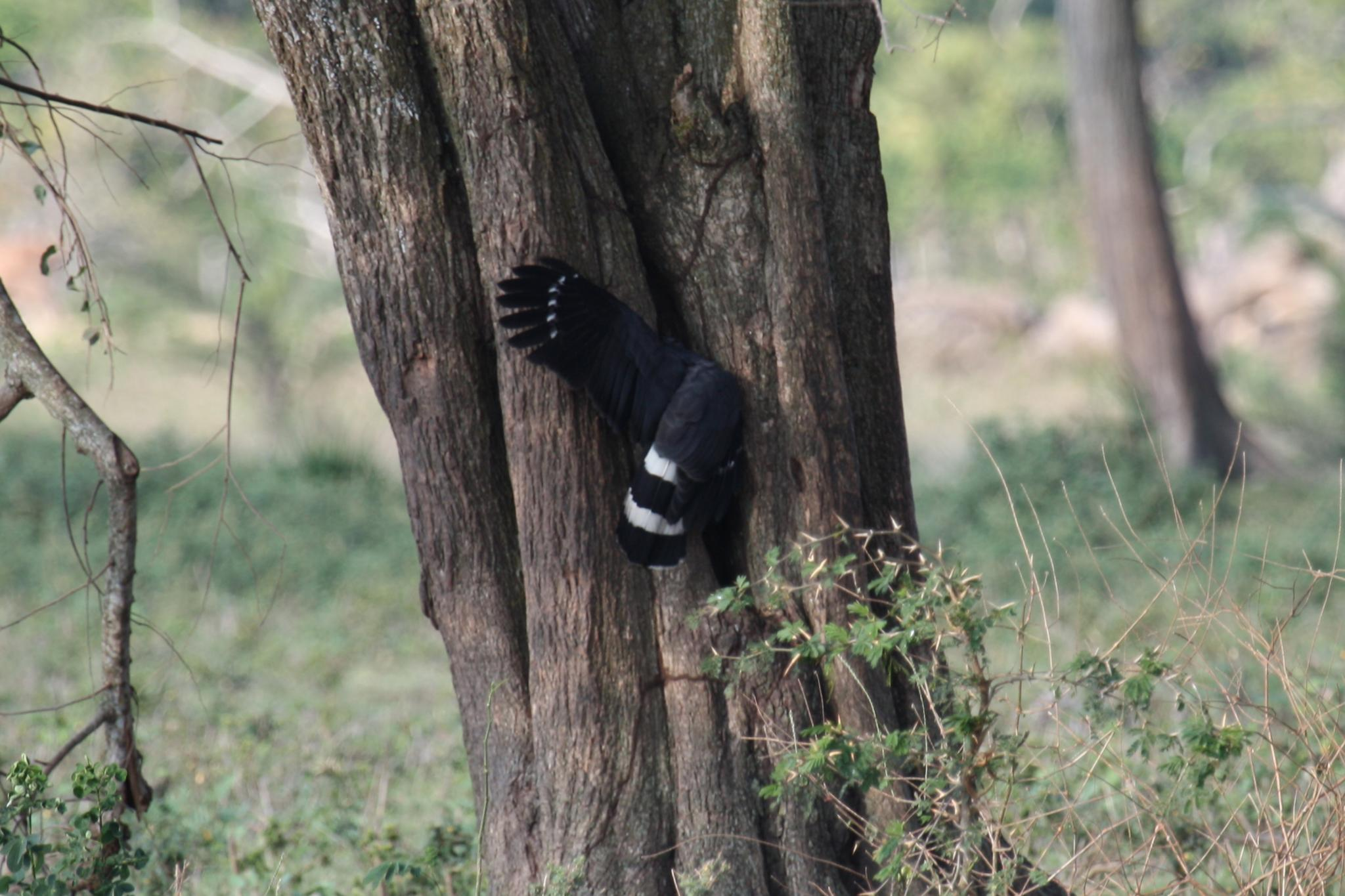
Stelzenbussard bei der Jagd in den Spalten eines Baumstamms

Der Stelzenbussard hat sich auf die Jagd nach nachtaktiven Beutetieren während der Tagesstunden spezialisiert. Hierbei werden methodisch mögliche Ruheplätze wie Baumhöhlen, Klumpen aus Bromeliengewächsen und anderen Epiphyten, Hohlräume zwischen Steinen, lose Baumrinde oder dichte Vegetation am Boden durchsucht. Hierbei balancieren die Vögel auf Ästen oder halten sich an den Rändern von Öffnungen fest, wobei sie teilweise kopfüber hängen. Wurde ein vielversprechendes Versteck gefunden, stecken sie suchend ihren Kopf in die Öffnung oder tasten mit den äußerst flexiblen Füßen nach möglicher Nahrung. In jedem Fall wird die Beute schließlich mit den Krallen und nicht mit dem Schnabel gegriffen. Bei entsprechender Gelegenheit jagen Stelzenbussarde auch aktive, am Boden befindliche Beute, auf die sie sich dann von oben herabfallen lassen. Ob die Art auch wie viele andere Greifvögel aus dem Gleitflug heraus jagt, ist nicht erwiesen. Entsprechende Berichte liegen zwar vor, sind jedoch bislang nicht wissenschaftlich verifiziert. Das Nahrungsspektrum ist ausgesprochen variabel. Auf dem Speiseplan stehen Reptilien wie Baumfrösche, Eidechsen und Schlangen von bis zu 30 cm Größe, Nestlinge von Vögeln wie Spechten und Papageien, Fledermäuse und andere kleine Säugetiere wie etwa Ratten oder auch Wirbellose wie Kakerlaken, Zikaden und Käfer. Bei entsprechender Verfügbarkeit scheinen allerdings Frösche, Eidechsen und Nagetiere als Nahrung bevorzugt zu werden.

### Fortpflanzung
Der Zeitraum der Brutzeit ist regional sehr unterschiedlich. So finden Bruten beispielsweise in Mexiko von April bis Juli, in Venezuela von Juli bis Oktober und in Suriname von April bis Oktober statt. Die Balz erfolgt ausschließlich in der Luft, wo die Männchen versuchen die Weibchen durch die Zurschaustellung verschiedener Flugmanöver für sich zu gewinnen. Die Männchen fliegen dabei zunächst enge Kreise, steigen dann plötzlich in große Höhen und lassen sich direkt wieder auf die ursprüngliche Flughöhe fallen. Ein anderes beobachtetes Manöver ist ein ansatzloser, starker Anstieg gefolgt von einem flüssigen Übergang in einen abwärtsgerichteten Gleitflug. Haben sich Paare gefunden beginnt der Nestbau in circa 10 bis 15 m Höhe auf einem Baum, gelegentlich versteckt zwischen einigen Ranken. Das Nest selbst ist eine wenig aufwändige, tassenförmige Konstruktion aus Zweigen und Ranken, die mit Blättern, Moosen oder feineren Zweigen ausgekleidet wird. Im Verhältnis zur Größe der Vögel wirkt es eher klein und flach. Nach der Fertigstellung des Nests legt das Weibchen typischerweise zwei, seltener auch ein einzelnes Ei. Diese werden vor allem durch den weiblichen Altvogel bebrütet, während das Männchen für die Versorgung mit Nahrung zuständig ist. Die Inkubationszeit der Eier liegt bei etwa 39 Tagen, gefolgt von einer durchschnittlich 37 Tage andauernden Nestlingsphase. Währenddessen werden die Jungvögel von beiden Eltern gleichermaßen gefüttert. Verfüttert werden dabei vor allem kleinere Beutetiere mit einem Gewicht von unter 20 g. Nach dem Flüggewerden bleibt der Nachwuchs noch verhältnismäßig lange von den Altvögeln abhängig. In einem beobachteten Fall blieb ein Jungvogel nach dem Verlassen des Nests noch für weitere 17 Wochen vollständig auf die Eltern angewiesen. Stelzenbussarde haben einen vergleichsweise geringen Nisterfolg von weniger als 50 %. Grund dafür ist, neben Prädation durch andere Greifvögel und Säugetiere, vor allem ein weit verbreiteter Parasitismus durch Fliegen der Gattung Philornis. Diese legen ihre Eier unter die Haut der Nestlinge, die geschlüpften Larven ernähren sich anschließend parasitär von den Jungvögeln, was zu einer hohen Sterblichkeitsrate bei betroffenen Arten führt.

## Verbreitung und Gefährdung

Verbreitungsgebiet des Stelzenbussards

Der Stelzenbussard besitzt ein sehr großes Verbreitungsgebiet, dessen Kern sich über weite Teile Südamerikas erstreckt. Die südliche Grenze bilden dabei die nördlichen Regionen Argentiniens und Uruguays, während die Art im Westen noch bis in das Zentrum Boliviens und Perus nachweisbar ist. In nördlicher Richtung können die Vögel bis etwa auf Höhe der mexikanischen Bundesstaaten Sonora und Tamaulipas gefunden werden. Der mittelamerikanische Teil des Verbreitungsgebiets ist jedoch wesentlich weniger zusammenhängend, häufig kommt der Stelzenbussard hier nur in den Küstenregionen und auch dort nur lokal vor. Die Art ist ein Flachlandbewohner, der Gebiete bis auf eine Höhe von etwa 500 m bevorzugt, gelegentlich allerdings auch auf bis zu 750 m nachgewiesen werden kann. Die IUCN stuft den Stelzenbussard mit Stand 2016 auf der niedrigsten Gefährdungsstufe least concern ein. Als Begründung wird dafür, trotz eines allgemein abnehmenden Populationstrends, hauptsächlich die Größe des Verbreitungsgebiets – insgesamt eine Fläche von mehr als 22 Millionen km² – herangezogen. Als Hauptgrund für den Rückgang der Bestände gilt die Abholzung der Wälder und der Verlust von Mangroven-Gebieten in der Region. Lokal begrenzt kann dies zu erheblichen Bestandseinbrüchen führen. So galt die Art etwa in El Salvador bereits Ende der 1990er-Jahre als vom Aussterben bedroht.

## Systematik

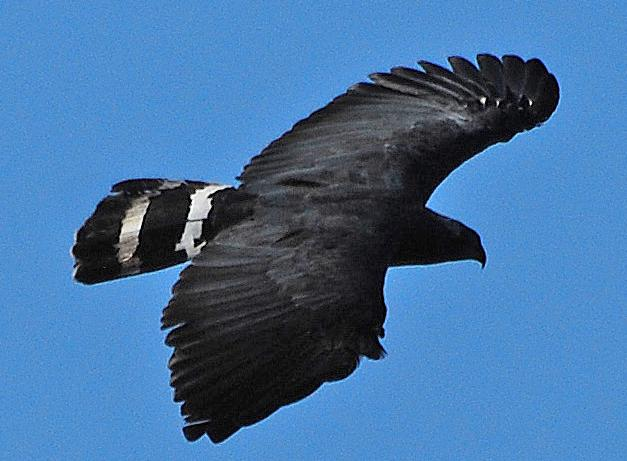
Exemplar der besonders dunkel gefärbten Unterart G. c. nigra, in Oaxaca, Mexiko

Die Erstbeschreibung der Art erfolgte im Jahr 1817 durch den französischen Ornithologen Louis Pierre Vieillot im 10. Band seines Werkes Nouveau dictionnaire d'histoire naturelle, appliquée aux arts, à l'agriculture, à l'économie rurale et domestique, à la médecine, etc. unter dem wissenschaftlichen Namen Sparvius caerulescens. Für den Stelzenbussard werden heute insgesamt sechs Unterarten als gültig betrachtet. Drei von ihnen (G. c. nigra, G. c. balzarensis und G. c. livens) galten in der Vergangenheit unter dem Namen Dunkle Sperberweihe (G. nigra) als eigenständige Art, besitzen mittlerweile jedoch nur noch Unterartstatus. Gleiches gilt für die ursprünglich als Falco gracilis beschriebene Unterart G. c. gracilis. Folglich gilt die 1847 durch den deutschen Zoologen Johann Jakob Kaup beschriebene Gattung Geranospiza in moderneren Publikationen nunmehr als monotypisch. Die einzelnen Unterarten unterscheiden sich zumeist vor allem in ihrer Farbgebung, während bei Größe und Körperbau nur geringere Unterschiede vorliegen. Insbesondere im nördlichen Teil des Verbreitungsgebiets, in geringerem Maße aber auch weiter südlich können diverse geographische Varianten und Zwischenformen beobachtet werden, was die sichere taxonomische Einordnung einzelner Individuen zu einer der Unterarten zuweilen schwierig machen kann. Grundsätzlich zeigt sich eine leichte Zunahme der Körpergröße vom Äquator aus sowohl in südlicher als auch in nördlicher Richtung. Alfred Laubmann bestätigt in seinem Werk Vögel von Paraguay Peters Beobachtungen, dass G. c. flexipes etwas größer ist. Das Gefieder ist bei weiter nordwestlich lebenden Exemplaren häufig allgemein dunkler und weniger ausgeprägt gebändert als bei Stelzenbussarden aus südöstlicheren Regionen.
- G. c. caerulescens (Vieillot, 1817)[13] – Bei der Nominatform handelt es sich gleichzeitig um die kleinste Unterart. Ihr Verbreitungsgebiet liegt in Nord- und Ostkolumbien, dem Amazonasbecken, Venezuela, den Guyanas, Ost-Ecuador und Ost-Peru.
- G. c. gracilis (Temminck, 1821)[15] – Nordöstliches Brasilien bis in den Bundesstaat Bahia. In der Regel minimal größer als die Nominatform. Darüber hinaus an der Oberseite etwas blasser, mit breiterer, klarerer Bänderung an der Unterseite und weißlichen Unterschwanzfedern.
- G. c. nigra (Du Bus, 1847)[19] – Mittelamerika bis westliches Panama, ausgenommen nordwestliches Mexiko. Deutlich dunklere Färbung als andere Unterarten.
- G. c. balzarensis Sclater, WL, 1918[20] – östliches Panama, westliches Kolumbien, westliches Ecuador, nordwestliches Peru. Nur unwesentlich größer als die Nominatform. Grautöne des Gefieders am ganzen Körper dunkler, häufig durchzogen von weißer oder cremefarbener Bänderung an Schenkeln, Bauch und Unterschwanzfedern.
- G. c. livens Bangs & Penard, 1921[21] – Nordwestliches Mexiko. Vom Erscheinungsbild her sehr ähnlich wie G. c. balzarensis, jedoch deutlich größer. Entgegen dem allgemeinen Trend sind Exemplare dieser nordwestlichsten Unterart heller gefärbt als weiter südöstlich lebende Vögel.
- G. c. flexipes Peters, JL, 1935[22] – Bolivien, Paraguay, Uruguay, südliches Brasilien und nördliches Argentinien. Hierbei handelt es sich um die größte Unterart. Allgemein blasseres Gefieder, wobei sich die Bänderung auch über Gesicht, Mantel und Flügel fortsetzt. Breite Bänderung an den Steuerfedern, cremefarbene Unterschwanzfedern.

## Etymologie
Der Gattungsname Geranospiza leitet sich γέρανος géranos für Kranich und σπιζίας spizías für Falke, Habicht, Sperber ab. Der Artname hat seinen Ursprung in caerulescens lateinisch caeruleus ‚azurblau‘. Balzarensis bezieht sich auf den Kanton Balzar. Gracilis hat seinen Ursprung in lateinisch gracilis, gracilus ‚schlank, elegant, dünn, grazil‘, nigra in lateinisch nigra ‚schwarz‘, livens in lateinisch livens, liventis, livere ‚bläulich, schwarzblau, bläulich sein‘ und flexipes in lateinisch flexus, flectere ‚gedreht, gebogen, biegen‘ und lateinisch pes, pedis ‚Fuß‘.